# Sara Heelge Vikmång
Sara Maria Heelge Vikmång, född 10 januari 1977 i Sankt Olai församling i Norrköping, är en svensk socialdemokrat och sedan 2022 kommunstyrelsens ordförande i Huddinge kommun.
Sara Heelge Vikmång var förbundssekreterare i SSU under åren 2003–2005. Hon har även tidigare varit förbundssekreterare Unga Örnars Riksförbund. I slutet av sin karriär i SSU pekades hon ut som kandidat till ordförandeskapet, men valde att inte ställa upp för omval som ledamot i förbundsstyrelsen inför kongressen sommaren 2005. Heelge-Vikmång har sedan 2006 varit ersättare i Arbetarnas bildningsförbunds förbundsstyrelse, och då som representant för Unga Örnar. Sedan 2008 är Heelge-Vikmång även kommunpolitiker i Huddinge. Hon var gruppledare för Socialdemokraterna i gymnasienämnden mellan 2009 och 2014 och därmed också nämndens andre vice ordförande. Heelge-Vikmång blev efter valet 2014 kommunalråd i opposition och är sedan september 2016 även gruppledare för Socialdemokraterna.
Sara Heelge Vikmång är gift med Nils Vikmång.